# Puerto Vallarta
Puerto Vallarta er en by i Mexico, beliggende i delstaten Jalisco.
Folketællinger fra 2005 viser at det boede 177.830 mennesker i byen, men den har også over 5 millioner besøgende turister årligt.

## Kendte strande
- Playas Gemelas
- Playa de los Muertos
- Conchas Chinas
- Playa los Camarones
- Boca de Tomatlan
- Boca de Tomates

## Eksterne links
- Officiel hjemmeside
- Travel Guide til Holidays
- Ecotourism Rejseguide
- LGBT LGBT-venligt Rejseguide
- Hoteller i Downtown Puerto Vallarta Arkiveret 3. marts 2015 hos  Wayback Machine
- Alt inklusive-hoteller i Puerto Vallarta
- Europæiske plan hoteller i Puerto Vallarta Arkiveret 15. marts 2015 hos  Wayback Machine

1. ↑  www.inafed.gob.mx (fra Wikidata).
2. ↑  Censo de Población y Vivienda 2020, Instituto Nacional de Estadística y Geografía, Censo de Población y Vivienda 2020 (fra Wikidata).